# Jakob Sprecher von Bernegg
Freiherr Jakob Sprecher von Bernegg (* 29. November 1756 in Bergen op Zoom; † 5. März 1822 in Grüsch) war niederländischer Generalmajor, Inhaber des holländischen Infanterie-Regimentes Nr. 31 sowie Begründer der Linie Clus-Maienfeld. Seit 1818 war er auch niederländischer Freiherr.

## Herkunft
Seine Eltern waren der Oberstleutnant im Regiment Schmid von Grüneck Johann Andreas Sprecher von Bernegg (1716–1773) und dessen Ehefrau Jakoba Backer  († 1804) aus Nimwegen.

## Leben
Er ging schon sehr jung in niederländische Dienste und kam in das Regiment von Bentinck. Bereits mit 18 Jahren war er Hauptmann und mit 28 Jahren Major. 1785 kam er in das Regiment Dunbas. Nach der Niederlage der Österreicher 1794 in der Schlacht bei Fleurus mussten sich diese aus den Österreichischen Niederlanden zurückziehen. Auch der niederländische König floh über Deutschland nach England, wobei ihn Sprecher begleitete. Dort wurde er Oberstleutnant und gehörte zu den Mitbegründern der Holländischen Brigade, die auf der Insel Wight stationiert war. Das Regiment wurde 1803 aufgelöst, und vermutlich ging Sprecher von Bernegg dann in die Schweiz zurück, wo er 1807 heiratete. 1811 erhielt er das Bürgerrecht in Maienfeld. 1814 kehrte er in die Niederlande zurück, wo ihn König Wilhelm I. zum Oberst beförderte und ihm ein Schweizer Regiment gab. Nach dem Krieg wurde er im Jahr 1818 zum Generalmajor und am 7. Juli 1818 in den erblichen niederländischen Freiherrenstand erhoben. Er starb 1822 auf einer Urlaubsreise in Grüsch.

## Familie
Sprecher heiratete am 27. April 1807 Dorothea Sprecher von Bernegg (* 30. August 1772; † 14. April 1835), eine Tochter des Anton Herkules Sprecher von Bernegg (1741–1827). Das Paar hatte mehrere Kinder:
- Julia Cäcilie (* 9. Februar 1808) ⚭ Dr. Theo Johann Christoph Wilhelm Schircks (* 1804; † 1879)
- Anton Herkules (* 12. Dezember 1809), Landammann in Maienfeld ⚭ 1839 Clara Emilia (* 24. Juli 1815; † 14. April 1852)
- Johann Andreas  (* 3. November 1811; † 17. August 1862) ⚭ 1842 Barbara von Albertini (* 12. Oktober 1820; † 7. Juli 1856)
- Maria Magdalena (* 13. Dezember 1813)